# Toržok
Toržok è una cittadina della Russia europea centrale (oblast' di Tver'), situata sul fiume Tverca circa 60 km in linea d'aria ad ovest di Tver'; è capoluogo del rajon Toržokskij.

## Storia
La cittadina viene menzionata per la prima volta nelle cronache locali nell'anno 1139; messa a sacco e data alle fiamme dai Mongoli nel 1238, seguì successivamente le vicende della Repubblica di Novgorod alla quale apparteneva e venne incorporata, nel 1478, nel Granducato di Mosca. Nel periodo imperiale Toržok era una stazione di posta sulla strada che correva fra Mosca e San Pietroburgo.
Lo status di città arrivò solo nel 1775.